# 君は僕の運命
『君は僕の運命』は、2008年5月5日から2009年1月9日に韓国KBSで放送されたテレビドラマである。最高視聴率43.6％を記録する大ヒットとなった。全178話である。

## 登場人物

### セビョク一家
- チャン・セビョク（キム・セビョク）：ユナ

母親に捨てられ、束草市の海岸で保護された。本名キム・スジン。夜明けに見つかったのでセビョク(새벽は朝鮮語で夜明けの意味を持つ)と名付けられた。18歳まで施設で育ち、その後アルバイトで暮らすも、バイト中の花火事故で視力を失う。その後も持ち前の天真爛漫さで逆境に耐え抜き、主治医であったキム・ナヨンの角膜を移植し、キム家の養子となる。ナヨンの従妹キム・スビンの見合い代理を引き受けたことから、カン・ホセと恋仲になる。ロハスの公募デザイナーとして、優勝し、開発1チームのメンバーとなる。ホセとスビンは後に婚約したが、破局し、スビンやホセの母などから執拗な攻撃を受けるも、結婚する。その後もホセの母からは厳しい嫁いびりを受けるも、ホセの母に骨髄移植をしたのち、和解した。最終話では実母チョン・ミオクの残した莫大な遺産を元手に、無料で角膜移植を行う財団セビョクを設立し、その理事長となった。
- ソン・ブングム：サ・ミジャ

デジンの継母(デジンは夫の連れ子)。夫に先立たれ、厳しい家計の中で二人を育てたため、お金に厳しく、貰えるものは何でももらう性格。
- キム・デジン：チャン・ヨン

セビョクの養父。ロハスの運転手だったが、ナヨンの死後に零細引越会社プン・エクスプレスを設立した。後に会社を畳み、サンドル・パダ社の配送を請け負う。
- オ・ヨンスク：チョン・エリ

デジンの妻。いち早くセビョクを受け入れ、養女にする。ホセの家の家政婦だったことから、ミンジョンに見下される。料理がうまく、サンドル・パダ社の婚礼料理を作っている。
- キム・テヨン：イ・ピルモ

デジンの長男で予備校の国語講師。先輩のパン・ソヨンに猛アタックし、結婚するも予備校を首になる。その後、チョン・ミオクの口利きで面接で受けた大学の講師に採用された。
- キム・テプン：イ・ジフン

デジンの次男。地方の大学卒業後、仕事もせずブラブラしていたが、父が経営するプン・エクスプレスで働き始める。一本気な性格で何事も長続きしない。最初セビョクに恋するが、失恋し、後にカン・ユリと恋仲になる。その後はセビョクを妹として必死で守る。ユリと結婚式まで挙げようとしたが、土壇場でユリが逃げ出し、中止となる。後に再びユリと付き合い始める。
- キム・ナヨン：キム・ヒョソ

デジンの長女。テプンの双子の妹。医師であり、アフリカから帰国後、恋人ナム・ギョンウと共に車を運転中、勤務先の病院前で横断歩道を横断していた失明状態のセビョクを避けようとし、事故死した。

### ホセ一家
- カン・ホセ：パク・チェジョン

ロハス社マーケティングチーム長。スビンとの婚約を破棄し、セビョクと結婚する。
- カン・チルボク（姜七福）：ヒョン・ソク

ホセの父。ロハス社会長。温厚な性格で株主による退陣騒動が起こった時には、社員による続投運動が行われるなど、人望も厚い。
- ソ・ミンジョン：ヤン・グムソク

ホセの母。資産家の令嬢で、傲慢な性格。ホセとスビンを結婚させたがり、孤児のセビョクを毛嫌いし、結婚を妨害する。二人の結婚後も、嫁いびりを続けるが、後に白血病になる。アメリカの妹ミネに骨髄の提供を断られる。後にセビョクが実母も白血病にも拘らず、自分に骨髄を提供したことを知り、実母ミオクを救うため奔走する。しかし、ミオクが死に、責任感から寺に籠り、最後はセビョクと和解する。
- カン・ユリ：イ・ソラ

ホセの妹。ブランド品大好きで遊び好き。ピアノのレッスンをさぼったり、勝手に大学を退学になったり、モデルになろうとし悪徳業者に引っかかったりする。テプンと恋仲になり、結婚式当日に逃走した。
- チャールズ・カン（カン・マンボク）：キム・ヒョンイル

ホセの叔父でチルボクの末弟。ラテンダンス講師。今まで数々の事業を起こしては失敗し、ミンジョンからは煙たがられている。ホン・ヨンシルに一目惚れし、猛アタックの結果、一緒にアフリカに行くことを承諾してもらう。しかし、アメリカから妊娠した白人の恋人がやってきて、泣く泣くヨンシルに別れを告げ、韓国を去った。

### キム・デグ一家
- キム・デグ：カン・ソグ

スビンの父。江南区区長。ソウル大学卒。兄デグが働いて、大学に行かせてくれたことに感謝している。ソウル市長をめざし、家庭を顧みなかったことから離婚騒動が起こる。市長をあきらめた後にヨンシルと和解し、妻への愛に目覚める。
- ホン・ヨンシル：イ・ヘスク

デグの妻。スビンの母。実家は資産家。舞踏科卒で騒がしい性格。その一言多い性格から様々な騒動を起こすトラブルメーカーで、娘スビンを溺愛している。
- キム・スビン：コン・ヒョンジュ

ロハス社開発1チーム長。一目ぼれの相手がホセと知らず、ホセとの見合いの代理をセビョクに頼む。後にそのことに気づき、二人の仲を引き裂き、ホセと婚約するも破談となった。後にナム・ギョンウの恋人になり、セビョクと和解した。

### サンドル・パダ社
- イ・ファラン：ソヌ・ヨンニョ

婚礼料理店サンドル・パダ社社長。ソヨンの母。娘の幸せの為には、お金を惜しまない。
- パン・ソヨン：キム・ジョンナン

ユニの母。テヨンの先輩。教会の聖歌隊でピアノを弾いていた高校時代、ユニを妊娠するも、相手に捨てられる。ユニを出産後、シングルマザーとして生活する。後輩のキム・テヨンの恋人になり、結婚し、一子を授かる。
- パン・ユニ：パク・ミンジ

ソヨンの娘。希望の大学に落ちて、浪人中。予備校の講師テヨンの恋するも、母ソヨンとテヨンが結婚したためあきらめる。二回目の大学入試では希望の韓医大に補欠入学した。

### ロハス社社員
- チャン代理：キム・ドンギュン

ホセの腰巾着で開発1チームのムードメーカー。双子の子供が生まれたばかりである。リストラ騒動に巻き込まれるも、かろうじて逃れた。
- イ主任（イ・ドンス）：イ・ジョンホ

開発1チームのメンバー。セビョクにもやさしい。
- オ代理（オ・スンジョン）：クァク・ヒョンファ

開発1チームのメンバー。一言多い性格でたびたび騒動を起こす。
- キム秘書：ハン・チャンヒョン

会長夫婦の信頼が厚い。ミンジョンからはたびたびセビョクやホセの調査を頼まれている。

### その他
- ナム・ギョンウ：チェ・ウォニョン

ナヨンの同僚・元恋人で事故の際には同乗していた。実家は外交官一家。アメリカからリハビリを終え、帰国後、ナヨンの事故の原因を伝え、騒動となった。医師免許以外に調理師の免許も持っている。事故後は自転車に乗っている。ホセに振られたスビンを慰め、恋人となるも、ボランティアの為、1年間アフリカに旅立つ。
- キム・ポクジュ：パク・スルギ

セビョクの孤児院時代からの親友。済州島に弟がおり、セビョクと一緒に借りていた部屋の保証金を持ち逃げした。後にセビョクの元に戻り、謝罪した。ガソリンスタンドでバイト中ホセの母の車に誤って軽油を入れてしまい、弁償できずにホセの家で家政婦となる。後にセビョクの友人であることがばれ、追い出された。
- チョン・ミオク：ユ・ヘリ

孤児院出身でセビョクの実母。同じ美大生だった男を結婚するも、夫は工事現場で事故死した。生活苦に陥り、セビョクを捨て、アメリカに渡り、画家となった。「ニューヨーク画壇のシンデレラ」と呼ばれる。中国系アメリカ人実業家レイと結婚し、二人の息子と夫と暮らすも、白血病になり、死ぬ前にとセビョクを探し出した。最終話で骨髄移植を目前に死亡した。
- キム・ポクトン：ユン・ジョンウォン

孤児院出身。母親に虐待された過去を持つ。キム・デグ・ホン・ヨンシル夫婦の里子を経て、養子となった。
- チョ博士（チョ・サンギ）：チョン・ジェゴン

ユニの実父。チョン・ミオクに雇われ、セビョクを探し出す。ソヨンとよりを戻そうとするも失敗し、ユニに諭され、漁船で働き始める。
- チェ・ギベク：イ・ソック

ロハス社第2位の大株主でカン・チルボクをロハスの会長職から降ろそうと株主総会を開いた。
- チョン・ミンス：ユ・ジヨン

デグの新秘書。デグとの浮気を疑われ、散々な目に合う。

### ゲスト出演
パク・トンイル、ワン・テオン、ソン・インジャ、パク・トンイル、パク・ヒョンジェ、チョン・ミエ、 パク・ギュチョム、チョン・ヨングム、イ・ビョンシク、ヒョン・スッキ、キム・ソゴク、 チェ・ビョンハク、コ・ジンミョン、 シン・ジュニョン、キム・グァンイン、キ・ヨノ、チョン・ヘリョン、リュ・ソンフン、イ・ジョンフン、キム・ヒラ、ヨム・ジョング、イ・ジョンソン、キム・テヨン、チョン・ソンエ、ユン・ヨンモク、ムン・ヨンミ、キム・チュウォル、キム・ミンチェ、ハン・テイル、チョン・ビョンホ、カン・チョルソン、チョン・イルボム、ユン・ガプス、キム・ソヌン、ウォン・ジョンネ、イ・ジョング、ペク・チェミン、ペク・ソンイル、チュ・プジン、ク・ヘリョン、イ・ミョンスク、コン・ジェウォン、パン・ヘラ、ミン・ジュンヒョン、パク・ソンギュン、キム・ビョンギなど

## 受賞
- 2008年KBS演技大賞
  - 女性新人賞、ネチズン人気賞: ユナ
- 2008年 第3回 コリアドラマフェスティバル
  - ネチズン人気賞: ユナ
- 2009年 第45回 百想芸術大賞 TV部門
  - 女子新人演技賞、女子人気賞: ユナ